# Засоби масової інформації в Кропивницькому

Підбірка основних кіровоградських регіональних видань кінця червня 2009 року

У сучасному Кропивницькому існує широка мережа ЗМІ, що продовжує розвиватись — як друкованих, так і електронних. 
Станом на 2010 рік на місцевому інформаційному ринку присутні як загальноукраїнські періодичні видання, так і місцеві, діють регіональні кореспондентські пункти найтиражніших українських газет («Україна Молода»), деяких загальноукраїнських телеканалів (1+1); телеринок представлений як обласною державною телерадіокомпанією, так і оператором кабельних мереж; розвивається Інтернет. 

## Друковані ЗМІ
Головні регіональні суспільно-політичні періодичні видання:
- газета «Кіровоградська правда»[1] — обласна газета, одне з найстаріших видань у області (видається з 1918 року), об'єднує ще декілька додатків (загальний наклад станом на липень 2009 року — 18 000 прим.);
- газета «Україна-Центр»[2] — всеукраїнський щотижневик, видається російською мовою, починаючи з 24 грудня 1993 року; крім Кіровоградської централізовано поширюється в суміжних областях, до того ж доступна для загальноукраїнської передплати; має додатки «Спорт-рев'ю» та «УЦ-Репортер» (обидва також російськомовні); у цього періодичного видання станом на кінець червня 2009 року доволі значний наклад — 20 000 прим. (разом з додатками — 23 490 прим.).
- газета «Вечірня газета» — вісник Кіровоградської міської ради; виходить з липня 1990 року; наклад — 10 101 прим. (на кін. червня 2009 року);
- газета «21-й канал» — щотижневик, позиціонує себе як незалежний (засновником видання є творчий колектив — обласна організація журналістів газети «21-й канал»); періодичне видання має найбільший наклад серед суспільно-політичних видань регіону — 50 100 прим. (на червень 2009 року);
- газета «Народне слово» — газета Кіровоградської обласної ради та обласної державної адміністрації.
- газета «Діалог» — про все на світі: щасливі та каверзні випадки, кохання, поради, новини, рецепти, містика, гороскоп, гумор, кримінальні новини, програма телебачення. Наклад - 64 400 прим. (на початок 2014 року).

Всі перелічені видання мають акредитацію при Кіровоградській обласній раді п'ятого скликання.
Також існують деякі менші за значенням видання, в т.ч. і видання регіональних партійних осередків (напр. газета Кіровоградського обкому СПУ «Справедливість»).

## Електронні ЗМІ
- Суспільне Кропивницький
- Українське радіо Кропивницький[4].

### Кабельні оператори
- ТОВ Телерадіоінформаційна компанія «КАБС»
- ТОВ «ТРІК КАБС»[5].

### Інтернет ЗМІ
- «Кіровоград.proUA.com»[6]
- «Fotoinform.net»[7]
- Гречка[8]
- «Україна-Центр»

## Проблеми і успіхи місцевих ЗМІ
Загальнопоширеною думкою є та, що нині місцевим кіровоградським ЗМІ, на жаль, подеколи бракує не лише об'єктивності, актуальності, неупередженості, а й професіоналів, які б могли виготовити якісний інформаційний продукт, що підтвердило опитування кіровоградських студентів-журналістів, здійснене їхньою колегою у травні 2009 року спеціально для «Кіровоград.proUA.com», а наочно засвідчив кримінальний інцидент з народним депутатом України В.О. Лозінським в Голованівському районі області в червні 2009 року, коли більшість місцевих ЗМІ подали інформацію не відразу, деякі почали висвітлювати ситуацію однобоко, інші взагалі не повідомляли про непересічну подію, що сколихнула всю країну.
Однак Кіровоград, зокрема місцевий ринок ЗМІ знає і приклад феноменального успіху й широкого визнання друкованого періодичного видання. Загальноукраїнська російськомовна газета-«цілителька» «Бабушка», заснована наприкінці осені 2000 року (містить побутові поради, знання народної медицини, рецепти страв тощо), за три роки зусиллями творчого колективу стала популярною в Україні і навіть Молдові, а її наклади 2003 року сягнули позначки в 400 000 примірників, що є абсолютним рекордом для кропивницьких друкованих ЗМІ, і на той момент вивело газету в перелік найтиражніших періодичних видань країни.
Із 24 серпня 2013 року з'явилося Інтернет-видання «Перша електронна газета». 2 жовтня 2017 року з'явилося нове Інтернет-видання «Без Купюр»

## Виноски
1. ↑  Електронна версія газети «Кіровоградська правда». Архів оригіналу за 10 березня 2013. Процитовано 1 лютого 2010.
2. ↑  Електронна версія всеукраїнського щотижневика «Україна-Центр». Архів оригіналу за 24 липня 2009. Процитовано 1 лютого 2010.
3. ↑  СПИСОК журналістів і творчих працівників друкованих та аудіовізуальних засобів масової інформації, акредитованих при Кіровоградській обласній раді п'ятого скликання [Архівовано 18 липня 2010 у Wayback Machine.] на офіційній вебсторінці Кіровоградської обласної ради [Архівовано 2 вересня 2018 у Wayback Machine.]
4. ↑  офіційний сайт Суспільного мовника Кіровоградщини. Архів оригіналу за 5 січня 2019. Процитовано 1 лютого 2010.
5. ↑  Товариство з обмеженою відповідальністю Телерадіоінформаційна компанія «КАБС» // Місто і люди. Єлисаветград — Кіровоград, 1754—2004. Ілюстрована енциклопедія., Кіровоград: , «Імекс-ЛТД», 2004, стор. 264—265
6. ↑  інтернет-видання «Кіровоград.proUA.com». Архів оригіналу за 2 листопада 2009. Процитовано 1 лютого 2010.
7. ↑  інтернет-видання Кіровоградської області «Fotoinform». Архів оригіналу за 16 лютого 2020. Процитовано 23 березня 2022.
8. ↑  Головна — Інформаційний портал Кіровоградщини - Гречка - Новини Кіровоград. gre4ka.info. Архів оригіналу за 18 травня 2021. Процитовано 26 лютого 2016.
9. ↑  Ольга Гура Де завгодно, тільки б не в Кіровограді. Кіровоградські студенти-журналісти не хочуть по завершенні навчання працювати у місцевих ЗМІ. [Архівовано 26 червня 2009 у Wayback Machine.] на інтернет-видання «Кіровоград.proUA.com» [Архівовано 2 листопада 2009 у Wayback Machine.]
10. ↑  Загальноукраїнська газета-цілителька «Бабушка» // Місто і люди. Єлисаветград — Кіровоград, 1754—2004. Ілюстрована енциклопедія., Кіровоград: , «Імекс-ЛТД», 2004, стор. 268-269
11. ↑  Перша електронна газета. Архів оригіналу за 18 березня 2022. Процитовано 23 березня 2022.
12. ↑  Без Купюр | Новини Кропивницького і Кіровоградщини без лімітів на правду. Архів оригіналу за 8 серпня 2019. Процитовано 5 серпня 2019.